# Titti De Simone
Pour les articles homonymes, voir De Simone.
Caterina De Simone, dite Titti, née le 15 février 1970 à Palerme (Italie), est une journaliste, militante pour les droits LGBT et femme politique italienne.

## Biographie
Caterina De Simone naît le 15 février 1970 à Palerme, en Italie. 
Journaliste professionnelle et politique, elle est rédactrice en chef du journal L'Ora de Palerme, avant de devenir militante des mouvements pour les droits civiques et de la communauté gay : en 1994, elle s'installe à Bologne, où elle devient vice-présidente de la section provinciale de l’association Arcigay (« Archi-gay »). Elle fonde ensuite Arcilesbica (« Archi-lesbienne »), dont elle est la première présidente de 1996 à 2002.
Le 13 mai 2001, elle est élue membre de la Chambre des députés au scrutin proportionnel plurinominal, dans la circonscription XX Campanie 2, et rejoint le groupe du Parti de la refondation communiste (PRC). C’est alors la première députée italienne ouvertement lesbienne, et la seule avant l’élection d’Anna Paola Concia en 2008. Elle fait partie de la commission VII (culture, science et éducation) pendant la XIVe législature. 
Lors des élections de 2006, elle se présente à la Chambre avec le PRC dans les circonscriptions de Campanie 1 et d’Émilie-Romagne, et est réélue. Le 4 mai 2006, elle est nommée secrétaire de la présidence de la Chambre. 
En 2012, elle est présidente du Sicilia Queer Filmfest, et dirige la collection I Racconti di Nzocchè pour la maison d’édition Navarra à Palerme. Pour cette même maison d’édition, elle dirige un ouvrage dédié à la metteuse en scène et dramaturge palermitaine Emma Dante. Elle remporte avec cette publication le prix Enriquez du meilleur ouvrage sur l’engagement civil en 2011. 
Après avoir rejoint le Parti démocrate, du 24 juillet à décembre 2013, elle est nommée conseillère chargée de l’environnement, des activités productives et de l'agriculture, dans la municipalité de San Cipirello (province de Palerme),. Du 5 mars au 9 juin 2014, elle est conseillère pour le patrimoine et les services démographiques de la municipalité de Bari. À la suite de l’élection en 2015 de Michele Emiliano à la présidence de la région des Pouilles, elle est nommée conseillère politique pour la mise en œuvre du programme.
Le 12 juillet 2019, elle se marie avec sa compagne Chicca Vitucci après 15 ans de vie commune.

## Publication
- (it) Intervista a Emma Dante, Palerme, Navarra, coll. « I racconti di Nzocchè », 2011, 99 p. (ISBN 978-88-95756-42-4)